# Huldefossen
Huldefossen is een waterval in het stroomgebied van de rivier Gaular en bevindt zich nabij Mo, onderdeel van de gemeente Sunnfjord in de Noorse provincie Vestland. 
De Huldefossen wordt soms ook de Huldrefossen genoemd en is gelegen in de rivier waarnaar de waterval vernoemd is, de Hulda. Het betreft een krachtige waterval van ongeveer 90 meter hoog.